# Bjørn Torske

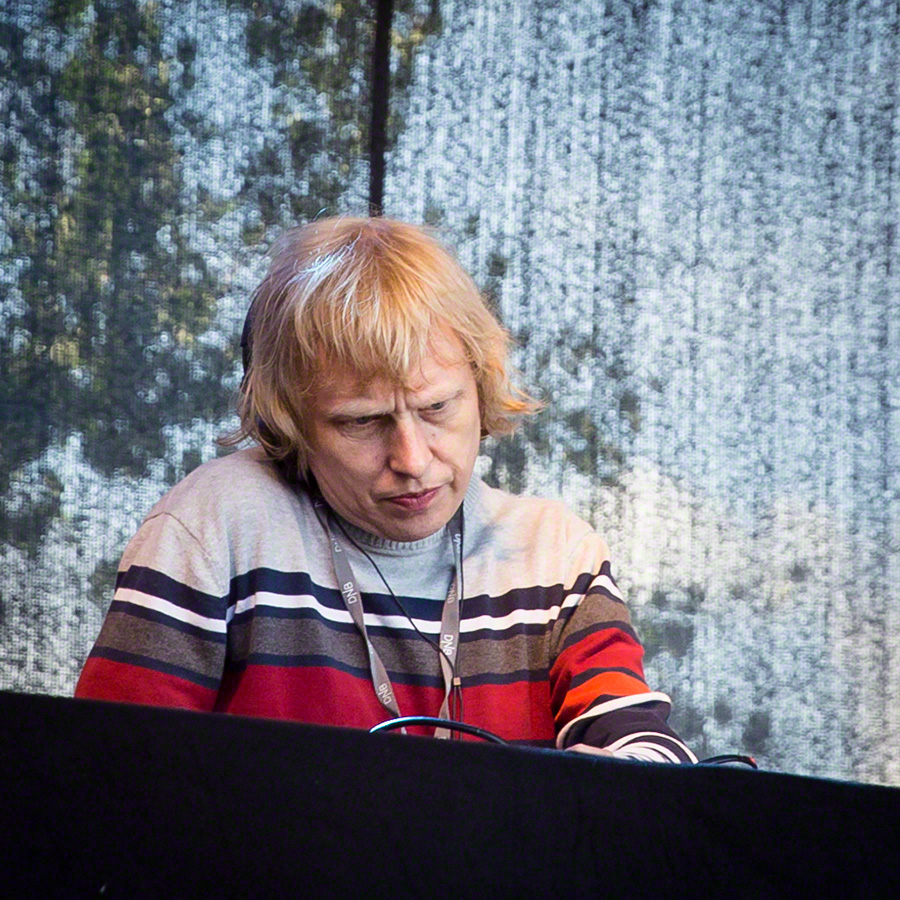
Toske 2016 under Quartfestivalen.

Bjørn Torske, född 1971 i Tromsø, är en norsk producent av elektronisk musik. Torske har gett ut albumen Nedi Myra (1998), Trøbbel (2001) och Feil Knapp (2007). Torske gör musik som kan klassificeras i flera olika genrer, bland dem house, techno, tech-house och downtempo. Han har även gett ut musik under namnen Krisp och Alegria.

## Diskografi

### Singlar
- Expresso (1999), Ferox Records
- Battlestar XB-7 / Jeg Vil Være Søppelmann (1999), Svek
- Sexy Disco (1999), Svek
- Aerosoles (2000), Svek
- Disco Members (2000), Tellé Records
- Hard Trafikk (2001), Tellé Records
- As'besto (2006), Sex Tags Mania
- Ny Lugg (Kort Bak / Lang På Siden) (2006), Smalltown Supersound

### Album
- Nedi Myra (1999), Ferox Records
- Trøbbel (2001), Tellé Records
- Feil Knapp (2007), Smalltown Supersound